# Кондоліза Райс
Кондолі́за Райс (англ. Condoleezza Rice; нар. 14 листопада 1954, Бірмінгем, Алабама, США) — американська політична діячка та дипломат, одна з лідерів Республіканської партії, 66-й Державний секретар США (обіймала цю посаду з 26 січня 2005 до 20 січня 2009 року).

## Біографія
Народилася в афроамериканській родині в Бірмінгемі, Алабама. Кондоліза — єдина донька у своїх батьків. Батько Джон Райс працював на адміністративних посадах у різних навчальних закладах, мати Анджеліна Райс — шкільна вчителька музики, ораторства та природознавства. Ім'я дівчини — Кондоліза — походить від музичного терміну con dolcezza, який італійською означає «з солодкістю». Райс має корені з Півдня США, які прослідковуються ще до часів Громадянської війни в США. В одній із серій програми «Знайти свої корені» телекомпанії «PBS» Райс встановила, що має 51 % африканських, 40 % європейських, та 9 % азійських або корінних американських предків; крім того, аналіз мітохондріального ДНК прослідковує її корені аж до народу тікар із Камеруну.
Райс виросла в районі Бірмінгема Тітусвіль, а потім у місті Таскалуса, Алабама тоді, коли на Півдні США була расова сегрегація. Райс жила на кампусі Стілманського коледжу.

### Раннє навчання
У трирічному віці Райс почала вивчати французьку мову, музику, фігурне катання та балет. У 15-річному віці вона почала брати уроки гри на фортепіано й планувала стати концертною піаністкою. Попри те, що Райс не стала професійною піаністкою, вона досі часто займається музикою і грає камерну музику. Вона акомпонувала віолончелісту Йо-Йо Ма на концерті в Конституційному залі в квітні 2002 року, який відбувався з нагоди нагородження лавреатів Національною медаллю мистецтв США.

### Шкільне й університетське навчання
1967 року сім'я Райс переїхала в Денвер, Колорадо. Вона почала відвідувати Академію святої Марії — католицьку школу для дівчаток у Черрі-Гіллс-Моллс, Колорадо, яку закінчила в шістнадцятирічному віці 1971 року. Райс вступила до Денверського університету, де її батько працював заступником декана.
Спочатку Райс навчалася на музичному факультеті, але після другого курсу, побувавши на музичному фестивалі й зустрівши більш талановитих студентів, вона засумнівалася у своїй кар'єрі піаністки. Таким чином, вона почала задумуватися про інший навчальний напрямок. Райс відвідала курс з міжнародної політики Йозефа Корбеля і захопилася Радянським Союзом і міжнародними відносинами. Пізніше Райс описувала Корбеля (батька Мадлен Олбрайт, тоді майбутнього державного секретаря США), як центральну фігуру в її житті.
1974 року Райс здобула диплом бакалавра з політології з відзнакою cum laude. 1975 року вона отримала ступінь магістра з політології в католицькому Університеті Нотр-Дам (штат Індіана). Спочатку вона працювала в Державному департаменті США під час президентства Джиммі Картера, а потім практиканткою в Офісі з освітніх і культурних справ. Вона також вивчала російську мову в Московському державному університеті влітку 1979 року, а також була практиканткою в RAND Corporation у Санта Моніці, Каліфорнія. 1981 року, у 26-річному віці, вона стала доктором філософії з політології в Денверському університеті. Спеціалізація — дослідження збройних сил СРСР і радянської військової доктрини, проблем безпеки в Західній і Східній Європі, особливо в Чехословаччині.
З 1981–1999 р. — викладачка (з перервами) Стенфордського університету (штат Каліфорнія) на кафедрі політології. Обіймала адміністративні посади. Член нью-йоркської Ради з міжнародних відносин.

## Політична кар'єра
У 1986–1987 рр. — помічниця голови Об'єднаного комітету начальників штабів США з військово-політичних питань.
У 1989–1991 рр. — спеціальна помічниця президента й старший директор відділу з питань Східної Європи й СРСР у Раді національної безпеки США.
Липень 1991 р. — повернення на викладацьку роботу в Стенфордський університет.
1997 р. — робота у Федеральному дорадчому комітеті з ґендерно-інтегрованої підготовки у збройних силах.
1999 р. — старша радниця із зовнішньої політики кандидата на посаду президента США від Республіканської партії Джорджа Вокера Буша.
З 20 січня 2001 — 2005 р. — радниця президента США з питань національної безпеки (перша в історії США жінка на цій посаді).
З жовтня 2003 р.— керівниця Групи з стабілізації Іраку.
З 26 січня 2005 до 20 січня 2009 р. — держсекретар США.
Була членом ради директорів великих американських корпорацій — Шеврон (англ. Chevron), Чарльз Шваб (англ. Charles Schwab & Co), Г'юлетт-Паккард (англ. Hewlett-Packard) та інших; членом міжнародної ради банку Джей-Пі Морган (англ. JP Morgan Bank International).
Почесний доктор Коледжу Морхауз (1991 р.), Університету Алабами (1994 р.), Університету Нотр-Дам (1995 г.), Школи права Міссісіпі (2003 р.), Університету Луїсвілю, Мічиганського штатного університету (2004 р.), Бостонської школи права (2006 р.). Володіє російською, французькою та іспанською мовами.

## Твори
Авторка книг: «Ненадійний союзник: Радянський Союз і чехословацька армія» (1984 р.), «Ера Горбачова» (1986 р.) у співавторстві з Александером Далліном, «Об'єднана Німеччина й перетворена Європа» (1995 р.), у співавторстві з Філіпом Зелікоу. «Демократія, розповіді з довгої дороги до свободи» (2017 р.)

## Промови
Однією з ключових промов Кондолізи Райс стала її передвиборча промова 30 серпня 2012 року на з'їзді Республіканської партії США, де кандидатом у Президенти від республіканців висунули Мітта Ромні:
«Поки що обіцянка Арабської весни занурилась у невизначеність, внутрішні чвари, а войовничі сусіди погрожують молодій та крихкій демократії Іраку. Диктатори в Ірані та Сирії катують власні народи та загрожують регіональній безпеці. Росія і Китай запобігають вжиттю заходів, отже кожен запитує: а в чому позиція Америки? Справді, дійсно — це злободенне питання. Бачите, якщо друзі та вороги не знають відповіді на це запитання, то стає зрозумілим чітко і однозначно, що світ став небезпечнішим і хаотичнішим. З часів Другої світової війни Сполучені Штати завжди мали відповідь на це запитання. Наша позиція в обстоюванні вільних людей та вільних ринків. Ми захищатимемо їх та допомагатимемо їм. Ми підтримуватимемо баланс сил, який забезпечує свободу».

## Визнання
У серпні 2004 року посіла перше місце в списку ста найвпливовіших жінок світу за версією журналу «Форбс» (Forbes). 2006 року ввійшла до списку найвпливовіших людей планети за версією журналу «Тайм».
Одна з героїнь фільму «Дабл ю» (2008, роль політикині виконала акторка Тенді Ньютон).

## Хобі
Захоплюється музикою, читанням мемуарів про Другу світову війну, грає в теніс, вболівальниця американського футболу.